# ハリバートン郡
ハリバートン郡（ハリバートンぐん、英：Haliburton County）は、カナダのオンタリオ州中央部に位置する地方行政区のひとつ。都会の喧噪から離れた風光明媚な場所で、多くの芸術家が住むことから観光やコテージ産業が盛ん。行政府はミンデンヒルズに置かれている。
ハリバートン・ビレッジが観光地として良く知られる。アルゴンキン州立公園とは北部で接しており、この周辺には多くの先住民も住んでいる。

## 歴史
この地域にハリバートン暫定郡が設置されたのは1874年のことである。歴史的に経済は林業が中心で、地域初の製材所は1864年12月に開業している。1870年代に作られたカナダ土地入植会社は1892年まで運営していた。その後、ウィリアム・レイキング木材会社が1903年に3ヶ所目の製材所を開業した。ハリバートン・ビレッジの中心で郡でも重要な拠点であるドラッグ川にこれらの製材所は建てられ、木材を下流に運搬するのに利用されていた。
1983年に正式にハリバートン郡となり、ミンデンヒルズ、ダイサートエタル、アルゴンキン・ハイランズ、ハイランズ・イーストなどが含まれる。

## 主な都市
- ミンデンヒルズ （Minden Hills）
- ダイサートエタル （Dysart et al）